# Лиза дель Сьерра
Лиза дель Сьерра (фр. Liza del Sierra), настоящее имя Эмили Делоне (фр. Émilie Delaunay, род. 30 августа 1985 года) — французская порноактриса.

## Биография
Лиза дель Сьерра родилась во французском городе Понтуаз. Родители Лизы родом из коммуны Гравлин. Лиза получила профессиональную подготовку по спортивным танцам в школе Сары Сервранск (фр. Sarah Servransk) в Дюнкерке.
По достижении 18 лет начала исполнять стриптиз. С 2005 года приступила к съёмкам в порнофильмах. Она свободно владеет английским и испанским языками, что облегчает ей участие в съёмках за рубежом.
Лиза дель Сьерра принимает активное участие в кампаниях по борьбе со СПИДом, сотрудничает с ассоциацией AS DE CŒUR, которая борется против расизма и дискриминации по расовой или национальной принадлежности. Лиза дель Сьерра параллельно съёмкам в порнофильмах получает юридическое образование.
Помимо участия в фильмах категории XXX, актриса снялась в четырёх фильмах мейнстримного кинематографа или телевидения: La nuit du meurtre (2004), Vivre Jusqu’au bout (2008), Du hard ou du cochon! (2009), Villa Captive (2010).
С апреля 2011 года переехала для работы в США. Сделала большой перерыв в карьере, прежде чем вернуться в 2018 году. На 2021 год Лиза дель Сьерра снялась в более чем 300 порнофильмах.

## Вне карьеры
Замужем. Во время перерыва в съёмках посещала курсы медсестёр.
18 октября 2021 года родила дочь.
Участвовала в записи композиции «Bonnie and Clyde» рэпера Моханда Бахи (фр. Mohand Baha) и съёмке клипа на него, клип вышел 27 марта 2019 года.

## Премии и номинации
| Год  | Церемония                                    | Категория                                                  | Номинация                                       | Результат |
| ---- | -------------------------------------------- | ---------------------------------------------------------- | ----------------------------------------------- | --------- |
| 2007 | Dream d’or                                   | Лучшая французская порноактриса                            |                                                 | Победа    |
| 2008 | Brussels International Festival of Eroticism | Приз жюри                                                  |                                                 | Победа    |
| 2008 | X d’or                                       | Лучшая исполнительница роли второго плана в фильме «Демон» |                                                 | Победа    |
| 2009 | Eros d’or                                    | Лучшее эротическое шоу                                     |                                                 | Победа    |
| 2009 | Brussels International Festival of Eroticism | Почетная награда за всю карьеру                            |                                                 | Победа    |
| 2009 | Hot d'Or                                     | Лучшая французская порноактриса                            |                                                 | Номинация |
| 2009 | Hot d'Or                                     | Лучший блогер                                              |                                                 | Номинация |
| 2012 | AVN Awards                                   | Лучшая иностранная порноактриса                            |                                                 | Номинация |
| 2012 | AVN Awards                                   | Лучшая сцена двойного проникновения                        | Evil Anal 14, компания Evil Angel               | Номинация |
| 2012 | AVN Awards                                   | Лучшая сцена группового секса                              | Orgie XXX, компания Marc Dorcel/Wicked Pictures | Номинация |
| 2012 | AVN Awards                                   | Лучшая сцена P.O.V.                                        | Anal Workout, компания Elegant Angel            | Номинация |